# Hiroko Kuniya

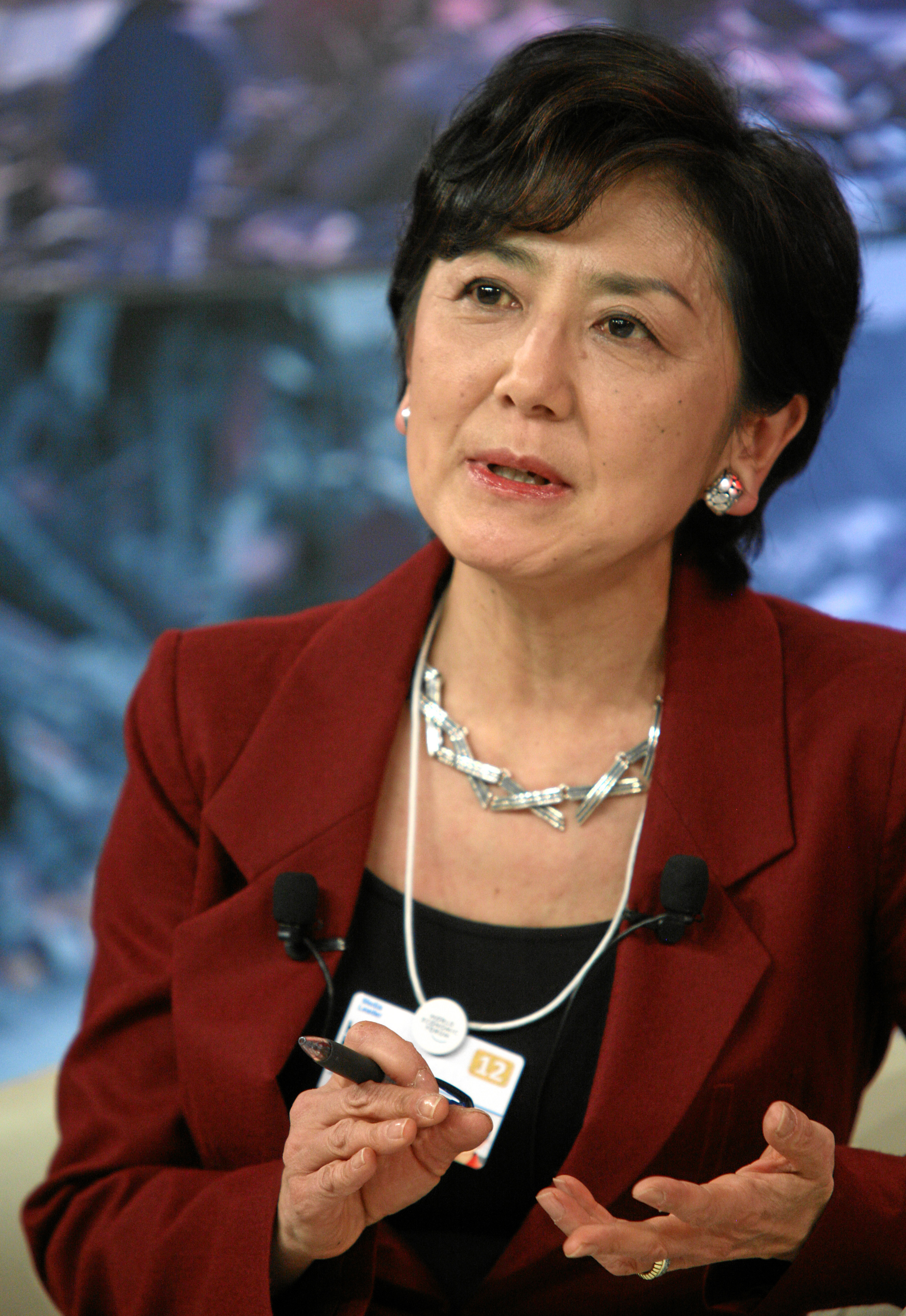
Hiroko Kuniya auf der Jahrestagung 2012 des Weltwirtschaftsforums im Kongresszentrum in Davos, Schweiz, Januar 2012.

Hiroko Kuniya (japanisch 国谷 裕子, Kuniya Hiroko; * 3. Februar 1957 in der Präfektur Osaka) ist eine japanische Nachrichtensprecherin und Journalistin.
Kuniya studierte an der International School of the Sacred Heart im Jahr 1975 und dann der Brown University mit den Schwerpunkten internationale Beziehungen und internationale Wirtschaft. Im Jahr 1981 begann sie als Nachrichtensprecherin und -schreiberin für die englischsprachige Sendungen der Abendnachrichten der öffentlich-rechtlichen Rundfunkgesellschaft NHK zu arbeiten. Ab 1986 arbeitete sie als wissenschaftliche Mitarbeiterin in den USA für NHK Special. Später arbeitete sie für Nachrichtensendungen wie Asia Now (1990), die in den USA von Public Broadcasting Service ausgestrahlt wurden.
Seit seiner Einführung im Jahr 1993 war Kuniya Moderatorin des Nachrichtenmagazins Close-up Gendai (Die heutige Nahaufnahme), das NHK vier Tage pro Woche auf seinen terrestrischen und Satellitenkanälen, sowie NHK World und NHK World Premium in der Hauptsendezeit ausgestrahlt wird. Am 17. März 2016 hatte sie ihre letzte Sendung, wobei vermutet wird, dass die NHK von der Regierung Shinzō Abe zu diesem Schritt bewogen wurde.